# Entrepôts Izmaïlovo
Les Entrepôts Izmailovo ou Magasins Izmailovo sont un monument architectural situé à Saint-Pétersbourg, sur le canal Obvodny, et avenue Lermontovsky.

## Histoire et description
Dans ce quartier, sur la rive droite du canal Obvodny, au début du XIXe siècle, se trouvait le terrain d'entraînement du régiment Izmailovski ; des « magasins » (entrepôts) étaient nécessaires pour les besoins en ravitaillement des militaires. Le projet d'entrepôt de Vassili Stasov a été approuvé le 21 janvier 1819, les deux premiers bâtiments à deux étages ont été construits en 1820-1822, suivis par deux autres bâtiments similaires. La partie médiane de chacune des façades avant est soulignée d'avant-corps lisses et surmontée d'un attique. Deux bâtiments du côté de la perspective Lermontovsky ont été réunis en 1915-1916 ; extérieurement, ils étaient unis par un portique à six colonnes d'ordre dorique surmonté d'un fronton ; ils servaient de manège à l'école de cavalerie Nicolas. En 2012, une restauration a eu lieu.

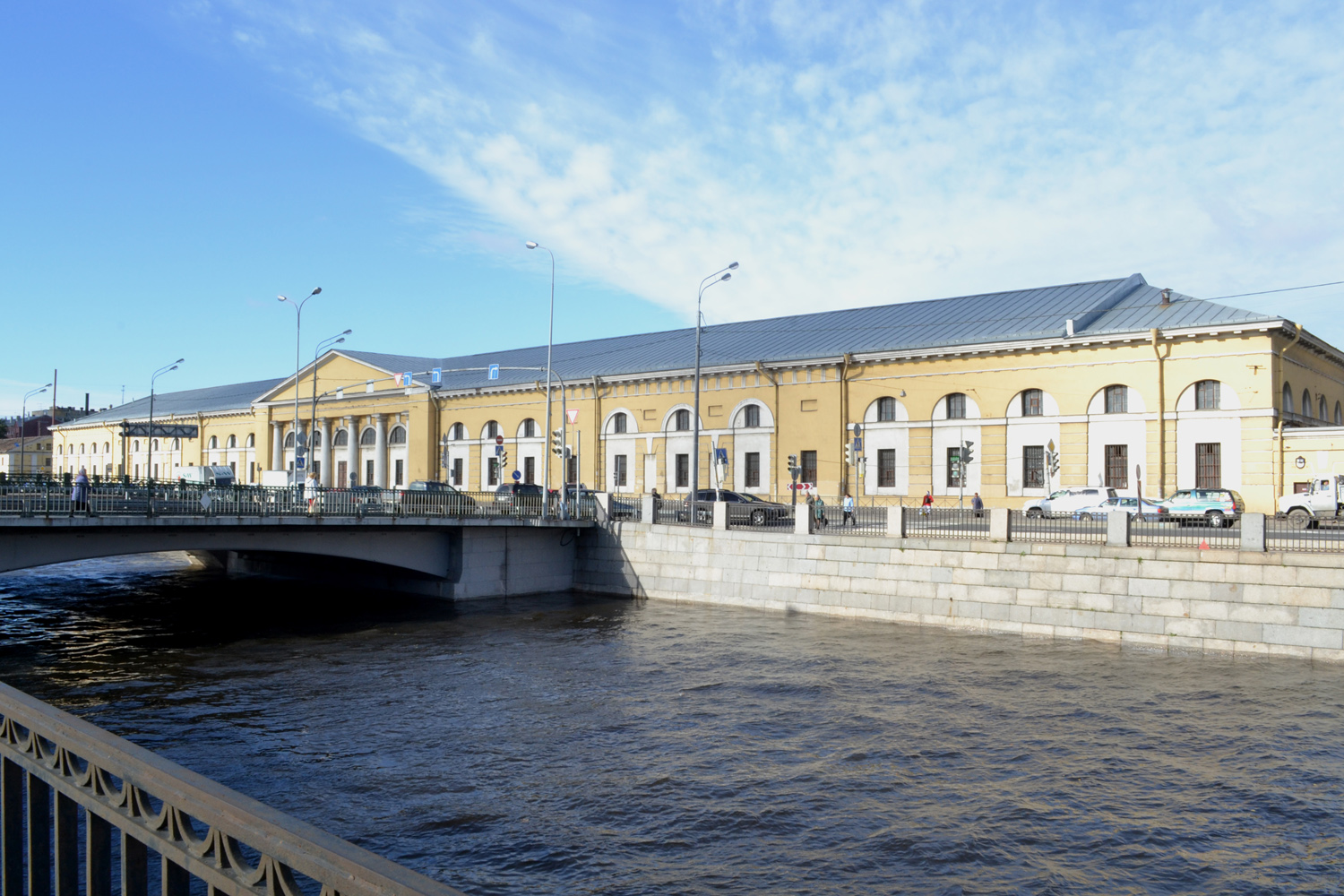
Bâtiment des entrepôts

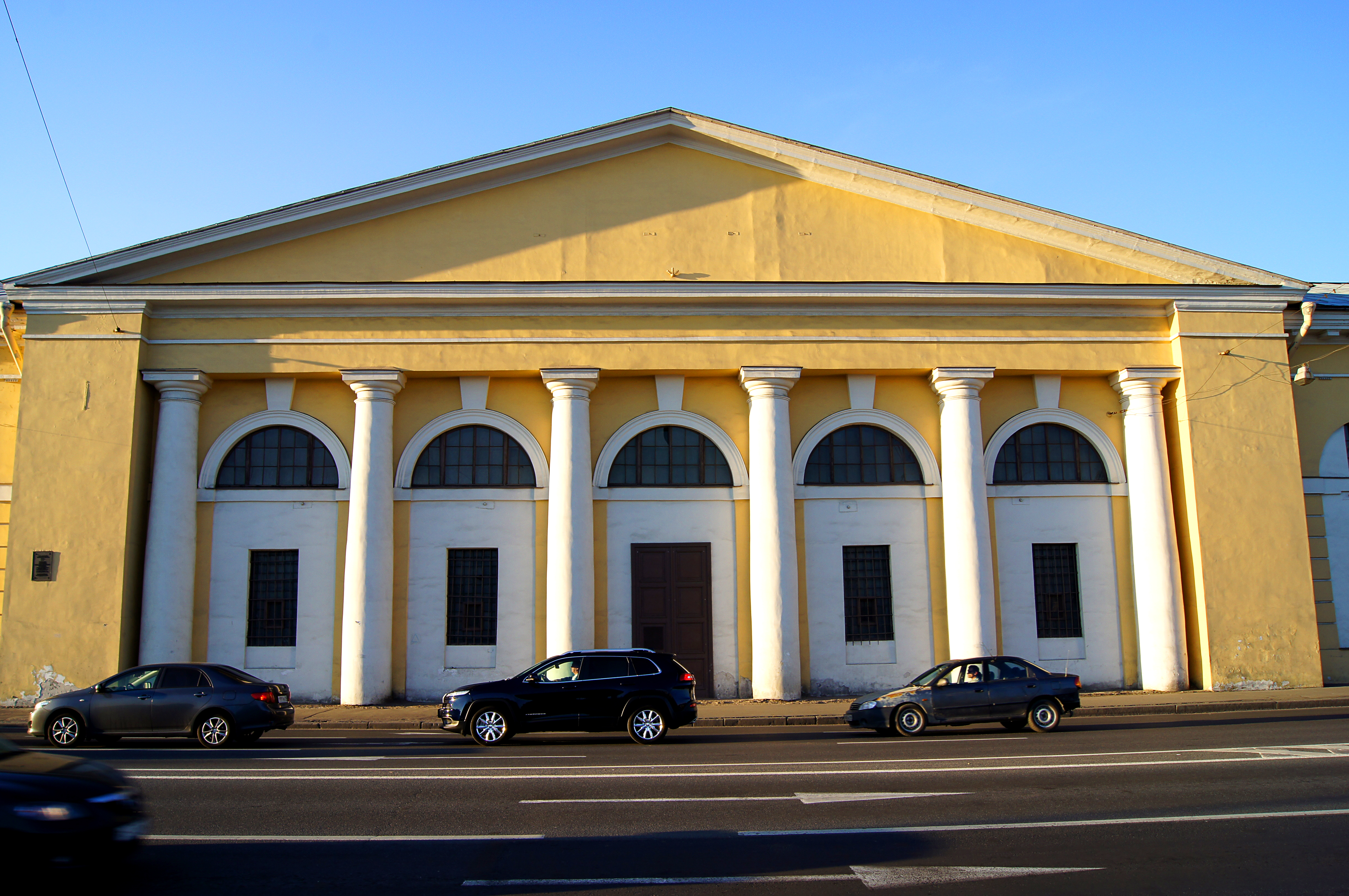
Portique, gros plan

Grâce aux entrepôts d'Izmailovo, le remblai du canal Obvodny à cet endroit présente un aspect caractéristique du classicisme.